# アスタウンディング
『アナログ・サイエンス・フィクション・アンド・ファクト』 (Analog Science Fiction and Fact) は、アメリカのSF雑誌。
2011年現在、このジャンルでは最も古くから出版され続けている雑誌である。アメリカ合衆国で1930年、『アスタウンディング・ストーリーズ』 (Astounding Stories) として創刊した。いわゆるパルプ・マガジンの一つである。その後、何度か誌名が変更されており、主なところを列挙すると『アスタウンディング・サイエンス・フィクション』（1938年から）、『アナログ・サイエンス・ファクト&フィクション』（1960年から）といった誌名があった。1992年11月、「ファクト&フィクション」の部分が「フィクション・アンド・ファクト」に変更された。国際宇宙ステーション内のライブラリにもある。1930年以来3回の再生を経験しており、このジャンルの歴史において最も影響を与えた雑誌とされ、今も定番の雑誌とされている。「アスタウンディング・サイエンス・フィクション」として、ジョン・W・キャンベル編集長の下で雑誌としての新たな方向性を打ち出し、SFというジャンルの方向性にも大きな影響を与えた。キャンベルの編集方針がアイザック・アシモフやロバート・A・ハインラインの経歴に影響を与え、1950年5月にはL・ロン・ハバードのダイアネティックス理論を紹介したこともある。
アナログは新人作家をよく発掘しており、1970年代にはオースン・スコット・カードやジョー・ホールドマン、1980年代にはハリイ・タートルダヴやティモシイ・ザーンやグレッグ・ベア、1990年代にはポール・レヴィンソンなどがデビューしている。
「SF黄金時代」と呼ばれる時代を築いた雑誌であり、E・E・スミス、シオドア・スタージョン、アイザック・アシモフ、ロバート・A・ハインライン、A・E・ヴァン・ヴォークト、レスター・デル・レイ、H・P・ラヴクラフトといったそのころの主要SF作家の作品は何度も増刷されてきた。
『アスタウンディング（アナログ）』はSFの科学技術的側面に焦点を当てた。作家ジョージ・R・R・マーティンは「手堅く、硬質で、科学的に厳密で、おそらく若干ピューリタン的という評判」だったと記している。

## 出版史

### クレイトン
1926年、ヒューゴー・ガーンズバックが世界初のSF雑誌『アメージング・ストーリーズ』を創刊した。ガーンズバックはそれまでも『モダン・エレクトリクス』や『エレクトリカル・イクスペリメンター』といったホビースト向け雑誌にSF小説を掲載していたが、SF専門の月刊誌を刊行できる程度に機は熟したと考えて決断した。『アメージング』誌は大いに成功し、間もなく10万部の大台に乗った。
いくつかのパルプ・マガジンを出版して成功を収めていたウィリアム・クレイトンは、1928年に『アメージング』誌と競合する雑誌を創刊することを検討しはじめた。クレイトンの下で編集者を務めていたハロルド・ハーシーによれば、クレイトンと疑似科学ファンタジーもの (a pseudo-science fantasy sheet) を創刊する計画を議論したという。クレイトンはまだ消極的だった。
翌年、クレイトンは新雑誌創刊を決意する。決断の主な要因は、クレイトンの雑誌のカラー表紙の印刷シートに空きがあったからだという。クレイトンは新たに雇った編集者ハリー・ベイツに歴史冒険小説の雑誌を創刊すると示唆していた。ベイツはSFパルプ雑誌「アスタウンディング・ストーリーズ・オブ・スーパーサイエンス（超科学の仰天のストーリー）」の創刊を提案し、クレイトンが同意した。
| | 1月  | 2月  | 3月  | 4月  | 5月  | 6月  | 7月  | 8月  | 9月  | 10月 | 11月 | 12月 |
| --- | ---- | ---- | ---- | ---- | ---- | ---- | ---- | ---- | ---- | ---- | ---- | ---- |
| 1930 | 1/1  | 1/2  | 1/3  | 2/1  | 2/2  | 2/3  | 3/1  | 3/2  | 3/3  | 4/1  | 4/2  | 4/3  |
| 1931 | 5/1  | 5/2  | 5/3  | 6/1  | 6/2  | 6/3  | 7/1  | 7/2  | 7/3  | 8/1  | 8/2  | 8/3  |
| 1932 | 9/1  | 9/2  | 9/3  | 10/1 | 10/2 | 10/3 |      |      | 11/1 |      | 11/2 |      |
| 1933 | 11/3 |      | 12/1 |      |      |      |      |      |      | 12/2 | 12/3 | 12/4 |
| 1934 | 12/5 | 12/6 | 13/1 | 13/2 | 13/3 | 13/4 | 13/5 | 13/6 | 14/1 | 14/2 | 14/3 | 14/4 |
| 1935 | 14/5 | 14/6 | 15/1 | 15/2 | 15/3 | 15/4 | 15/5 | 15/6 | 16/1 | 16/2 | 16/3 | 16/4 |
| 1936 | 16/5 | 16/6 | 17/1 | 17/2 | 17/3 | 17/4 | 17/5 | 17/6 | 18/1 | 18/2 | 18/3 | 18/4 |
| 1937 | 18/5 | 18/6 | 19/1 | 19/2 | 19/3 | 19/4 | 19/5 | 19/6 | 20/1 | 20/2 | 20/3 | 20/4 |
| 1938 | 20/5 | 20/6 | 21/1 | 21/2 | 21/3 | 21/4 | 21/5 | 21/6 | 22/1 | 22/2 | 22/3 | 22/4 |
| 1939 | 22/5 | 22/6 | 23/1 | 23/2 | 23/3 | 23/4 | 23/5 | 23/6 | 24/1 | 24/2 | 24/3 | 24/4 |
| アスタウンディング・ストーリーズの各号の「巻/号」を示した表。 編集長ごとに色分けしてある。 ハリー・ベイツ F・オーリン・トレメイン ジョン・W・キャンベル |      |      |      |      |      |      |      |      |      |      |      |      |

アスタウンディング誌は当初 Publisher's Fiscal Corporation から出版され、1931年3月に同社がクレイトン・マガジンズとなった。創刊号は1930年1月号で、編集長はハリー・ベイツである。
ベイツは単純な冒険小説的な方向性を志向し、科学的要素はもっともらしさを提供する最低限のものだけを要求した。クレイトンはアメージング誌やワンダー・ストーリーズ誌より原稿料を高く設定したため（他社は出版後に1語半セントを支払ったのに対して、1語2セントで原稿を買い取った）、アスタウンディング誌には名の通ったパルプ作家、マレイ・ラインスター、ビクター・ルソー、ジャック・ウィリアムスンらが寄稿した。1931年2月、当初のアスタウンディング・ストーリーズ・オブ・スーパーサイエンス (Astounding Stories of Super-Science) という誌名を縮めてアスタウンディング・ストーリーズ (Astounding Stories) に変更している。
この雑誌は収益を上げていたが、世界恐慌がクレイトンに打撃を与えた。通常、出版社は印刷会社に3カ月後に支払いをするが、1931年5月に金融引き締めが始まると、この遅延を縮小させようとする圧力が働いた。財政難のためクレイトンは複数ある雑誌を隔月刊などにして毎月の出版コストを削減しようとした。結果としてアスタウンディング誌も1932年6月号から隔月刊となった。
印刷会社が支払いの滞っている雑誌を買い取るという動きが出始め、クレイトンはそれを阻止するために逆に印刷会社を買い取ることを決めた。しかし、クレイトンは買収資金を集めきれなかった。そのため1932年10月、1933年1月号を最後にアスタウンディング誌を廃刊することを決意する。
1933年になってみると、原稿の在庫と印刷するのに十分な紙があったため、クレイトンは1933年3月号の刊行を決め、それを最後とした。4月にはクレイトンは破産し、雑誌タイトルを売りに出し、最終的にアスタウンディング誌はストリート&スミスというしっかりした出版社が買い取ることになった。

### ストリート&スミス
ストリート&スミスにとってSFは全く新たな分野というわけではなかった。1931年には The Shadow でこのジャンルに参入して30万部を売り上げるまでに成功し、1933年3月からドック・サヴェジ誌も創刊している。同社はクレイトンで Clues の編集長を務めていたF・オーリン・トレメインをアスタウンディングの編集長に迎えた。同じくクレイトンから来たデズモンド・ホールが副編集長となった。というのもトレメインはアスタウンディングだけでなく Clues と Top-Notch という雑誌の編集長も務めていたためで、実務はホールが行い、内容に関する最終判断はトレメインが行うという形態となった。
ストリート&スミスによる発行は1933年10月号からだが、新編集チームの名が奥付に登場するのは1933年12月号からである。ストリート&スミスの優れた流通網により、アスタウンディング誌は1934年中ごろには推定50万部にまで成長した。当時の競合SF雑誌はワンダー・ストーリーズとアメージング・ストーリーズだが、どちらの発行部数もアスタウンディングの半分程度だった。1934年末にはSF界をリードする雑誌となっており、ページ数も160ページと最大で、1部20セントと安価だった。原稿料は買取時点で1語1セントであり、クレイトン時代よりは低かったが、他誌に比べればマシだった。
1934年、ホールは新創刊する高級雑誌 Mademoiselle の編集長になり、アスタウンディングの副編集長には R・V・ハッペルが就任した。トレメインは従来通り編集長として内容をコントロールしている。作家フランク・グルーバーは、自伝 The Pulp Jungle (1967) でトレメインの作品選択作業について次のように言及している。
原稿が入ってくると、トレメインはそれを積み上げてある原稿の上に載せた。こっちの山は Clues 向け、そっちの山はアスタウンディング向けという風に分けてある。それぞれの雑誌の締め切り2日前、トレメインは原稿を読み始める。山の一番上から読み始め、その号に掲載する分が決まるまで読み続ける。そこで公平を期すため、トレメインは残った原稿の山をひっくり返し、翌月は前月に底にあった原稿から読み始める。
グルーバーは、原稿の山の中ほどにあるストーリーはトレメインが読むまで何カ月もかかるだろうと指摘している。結果として執筆してから掲載されるまで18カ月もかかったこともあるという。
1937年、トレメインの昇進が決まり、後任にはジョン・W・キャンベルが就任（ただし、アスタウンディングのみで Clues は別の人）。キャンベルは1930年代初めから作家として活動しており、スペースオペラはキャンベル名義、より思弁的な小説はドン・A・スチュアート名義で発表していた。1937年10月にストリート&スミスで働き始めたので、キャンベルの影響がアスタウンディング誌に現れ始めるのは1937年12月号からである。1938年3月号からキャンベルが正式に編集長となった。1938年初めには会社の体制が変更され、1938年5月1日にはトレメインがリストラされてストリート&スミスを去り、キャンベルが自由に編集できる環境が整った。
キャンベルがまず変えたことは誌名で、1938年3月号からアスタウンディング・サイエンス・フィクションに改称した。キャンベルはSF小説のより円熟した読者をターゲットとする編集方針を採用したため、アスタウンディング・ストーリーズでは内容にそぐわないと考えたのである。その後、表紙ロゴの "Astounding" を目立たなくし、Science Fiction を強調するようにしたが、1939年に同名の新雑誌が登場した。そのため "Astounding" を取り去ることはなかったが、"Science-Fiction" よりも目立たない色で印刷することが多かった。1942年には1部25セントに値上げし、判型も大きくしたが長続きしなかった。1943年には6号に渡って Astounding がかつてのように大きく表示され、1943年11月号からはSF雑誌で初めてダイジェストサイズの小さい判型を採用し、内容量を保持するためページ数を増やした。価格は25セントで据え置かれている。

### 第二次世界大戦と戦後
第二次世界大戦が勃発すると、アスタウンディング誌をイギリスで売ることが不可能になった。アーサー・C・クラークによれば、「戦争により、イギリスの政府当局は愚かにも、苦労して稼いだドルをアスタウンディングのような低俗な雑誌に費やすよりもマシな使い道があるとして、同誌を販売停止させた」という。クラークは幸運にも友人の作家ウィリー・レイから毎号送ってもらっていた。しかし、イギリスのSFファンの多くは1945年に解禁となるまでアスタウンディング誌を読めなかった。
1948年、ストリート&スミス社は同社の全ての雑誌の発行を停止したが、アスタウンディング誌のみが例外として存続している。1950年代に入ると、ギャラクシー・サイエンス・フィクション誌やファンタジー・アンド・サイエンス・フィクション（F&SF）誌などの新たなSF雑誌が創刊・台頭し、アスタウンディングの牙城を脅かす様になる。1951年8月、1部35セントに値上げ。1950年代後半にも値上げが必要な状況が明らかとなってきた。1959年、値上げで部数が低下するかどうかを調べるため、一部地域で50セントで販売する試みがなされた。その結果部数には影響しないことがわかり、1959年11月号から値上げしている。翌年、キャンベルはついに誌名から "Astounding" を取り去ることに成功し、アナログ・サイエンス・ファクト/サイエンス・フィクションへと改称した。この改称は1960年2月号から10月号まで徐々に行われ、表紙のロゴはAがまず描かれ、stoundingが徐々にフェードアウトしていき、代わりにnalogが浮き出てくるように変化していった。

### コンデナスト
1959年8月、コンデナスト・パブリケーションズがストリート&スミスを買収したが、アナログ誌の奥付にそれが反映されたのは1962年2月号のことである。アナログ誌はコンデナストが出版する雑誌の中で唯一ダイジェストサイズだった（他はヴォーグやヴァニティ・フェアなどの高級誌）。コンデナストは大きな判型を生かした広告フォーマットを採用していたため、アナログ誌もそれに合わせるため1963年3月号から大きな判型に変更した。表紙と裏表紙は光沢紙に変更した。しかし、それで広告が多く集まるようになったということもなく、1965年4月号からダイジェストサイズに戻すことになった。部数は伸び続けていたが、判型を変更した際も特に影響はなく、伸び続けている。
1971年7月キャンベルが亡くなったが、同年末までは残ったスタッフで編集可能な程度の原稿がストックされていた。アナログ誌は制作コストがかからず利益を上げていたため、コンデナストはそれが最高のSF雑誌だとは認識していたが、ほとんど注意を払っていなかった。コンデナストはキャンベルの助手だったケイ・タラントに後任の編集長を探すことを依頼、タラントは関係方面をあたった。著名な作家たちは様々な理由でその仕事を断わった。ポール・アンダースンはカリフォルニアを離れたくなかった。ジェリー・パーネルも同じで、同時に給料が安すぎると感じていた。ハリイ・ハリスンは生前のキャンベルから後任の編集長として就任を打診されていたが、ニューヨークには住みたくないと思っていた。フレデリック・ポール、レスター・デル・レイ、クリフォード・D・シマックにも打診があったという噂があるが、シマックは否定している。
コンデナストの担当副社長は、アナログ誌の誌名に「サイエンス・フィクション」と「サイエンス・ファクト」が含まれていることから、候補者の書いたフィクションとノンフィクションのサンプルを読んでみて新編集長を決めることにした。そして唯一フィクションもノンフィクションも理解できた候補者ベン・ボーヴァを選んだ。1972年1月号からベン・ボーヴァの名が奥付に記載されている。
キャンベルの突然の死からのスムーズな移行のため、ボーヴァは5年間編集長に留まることを計画していた。給料が安すぎるため、長く留まる気はなかった。1975年、ボーヴァはコンデナストに対して新雑誌 Tomorrow Magazine を提案。これは実際の科学技術を中心とし、SF小説も若干扱うというスタンスの雑誌だが、コンデナストはこれに興味を示さなかった。当初予定していたよりも若干遅れたが、ボーヴァは1978年6月に編集長を辞め、後任としてスタンレー・シュミットを推薦した。シュミットが編集長となったのは1978年12月号からだが、ボーヴァが事前に買っていた原稿はそのまま使っている。
ボーヴァは1973年から1978年まで5年間に渡ってヒューゴー賞編集者部門（1973年に創設された部門）を獲得している。

### デーヴィス、デル・マガジンズ、ペニー
1980年、コンデナストはアナログ誌をデーヴィス・パブリケーションズに売却。ヴォーグなどを主力としているコンデナストの中で、アナログ誌は浮いた存在だった。デーヴィスはアナログ誌のマーケティングにも積極的だったため、シュミットはこの売却がよい方向に働くだろうと考えた。
ニューススタンドでの売り上げが低下し、予約購読がそれを補償するほど伸びなかったため、1970年代から1980年代にかけて部数は減少している。1980年の発行部数は10万4千部で、そのうちニューススタンドでの売り上げは4万5千部である。1983年には、発行部数が11万5千部に達した。
1981年、月刊から4週間ごとの発行に切り替え、年間13号を発行するようになった。1990年の発行部数は8万3千部で、そのうちニューススタンドでの売り上げは1万5千部である。
1992年、デーヴィスはアナログ誌をデル・マガジンズに売却した。デル・マガジンズは後にペニー・パブリケーションズに買収された。
1996年には月刊に戻り、さらに翌年には年間11号の発行（7/8月合併号）とした。2004年には、1/2月合併号としてさらに年間発行回数を減らしている。
シュミットは1980年から2006年まで27回連続でヒューゴー賞編集者部門に、2007年から2013年まで7回連続で同賞の（同部門を改組した）短編編集者部門にノミネートされたが、2012年まで一度も受賞せず、2013年に初めて受賞した。2013年のワールドコンでは、長年の編集業における功績を称えられて実行委員会から特別賞を授与された。
シュミットは2012年8月に編集長退任を発表した。2013年4月から、トレヴァー・クァクリが編集長を務めている。
『アナログ』誌は毎年、年間のベスト小説、記事、イラストを読者投票で決めている。この賞を受賞した作家がヒューゴー賞を受賞することが多い。
1983年には11万5千部だったアナログ誌だが、2011年には26,493部にまで減少している。しかし、デジタル版の販売数が伸びており、過去2年間は発行部数が若干上昇に転じている。

## 内容と受容

### ベイツの時代
初期のアスタウンディングは、冒険指向の雑誌で、科学教育への関心は全くない。表紙はパルプ・マガジンらしいイラストで、例えば創刊号は巨大昆虫が男を襲おうとしている場面だった（イラストレーターはアメージング・ストーリーズなども手がけていた Hans Waldemar Wessolowski）。掲載されている小説の質も非常に低く、ベイツは実験的なストーリーを受け付けず、常に紋切型のプロットだった。SF歴史家のマイク・アシュリーはベイツを「SFの理想の破壊者」と評した。この時期のアスタウンディングに掲載される予定だった歴史上重要な作品としてE・E・スミスの『三惑星連合』がある。1933年3月号から連載予定だったが、先述した財政問題から掲載できなかった。クレイトンからの最後の出版となった1933年3月号の表紙は『三惑星連合』のイラストとなっているが、掲載はされていない。

### トレメインの時代
ストリート&スミスがアスタウンディングを買い取ったとき、クレイトンのもう1つのパルプ・マガジン Strange Tales も再立ち上げする計画で、そのための原稿の買い入れも行っていた。Strange Tales は中止となったため、それらの作品はアスタウンディング1933年10月号に掲載された。この号と次の号では平凡な出来だったが、12月号でトレメインは「異なった発想」(thought variant) を編集方針として表明し、使い古された冒険ものよりも独創性と自由な発想を重視するとした。この方針はトレメインと副編集長デズモンド・ホールが話し合い、既存のSF雑誌やSF的アイデアをよく使っていた The Shadow のようなヒーローものパルプ・マガジンとは一線を画したアイデンティティをアスタウンディングに与える試みとして採用したものである。
初期の「異なった発想」の作品はそれほど独創的ではなかった。アシュリーは Nat Schachner の短編 "Ancestral Voices" については「Schachner のベストではない」と評し、ドナルド・ワンドレイの「巨像」については「アイデアは新しくないがエネルギッシュな筆致だ」と評している。その後トレメインは、他の編集部には拒絶されると思われる作品を快く掲載していく姿勢を明確化させていった。また小説のための新しいアイデアを刺激する試みとして、チャールズ・フォートの超常現象を扱ったノンフィクション『見よ!』(Lo!) を1934年4月号から11月号まで8回にわたって連載した。1934年は小説の面でも当たり年となった。4月号から連載開始したジャック・ウィリアムスンの『宇宙軍団』はスペースオペラの古典とされている。マレイ・ラインスターの「時の脇道」は歴史改変SFの古典とされている。C・L・ムーアの "The Bright Illusion"、ジョン・W・キャンベルの「薄暮」（ドン・A・スチュアート名義）なども傑作に数えられる。「薄暮」はキャンベルのそれまでのスペースオペラよりも文学的かつ詩的で、トレメインは他の作家にそのような作品を書くよう勧めた。例えば、1934年12月号に掲載されたレイモンド・Z・ガランの「火星人774号」（原題は "Old Faithful"）はそのような作品の1つだが、大いに人気となり続編 "Son of Old Faithful" を1935年7月号に掲載することになった。
アスタウンディングの読者は、他の類似の雑誌よりも博識で年齢層が高く、表紙イラストにもそれが反映されている。同時期のワンダー・ストーリーズやアメージング・ストーリーズに比べると地味なイラストになっている。
1935年末までに、アスタウンディング誌はSF雑誌界のリーダーに躍り出た。トレメインはジャンルの境界にあまりこだわらずに掲載作品を決めており、H・P・ラヴクラフトの『狂気の山脈にて』を1936年に連載することにもつながった。さらに1936年6月号にはラヴクラフトの「超時間の影」を掲載したが、SF純粋主義者からの抗議もあった。しかし、トレメインはあまりにも多忙だったため、当初設定した高い水準を維持できたのは、最初の2、3年だった。ジャック・ウイリアムスン、マレイ・ラインスター、レイモンド・Z・ガラン、フランク・ベルナップ・ロングといった常連作家の寄稿は信頼できたが、トレメインが原稿を読むのがあまりに遅いため、新しい作家は落胆することが多かった。トレメイン時代の後半に登場した新人作家としては、ロス・ロクリン、ネルスン・ボンド、L・スプレイグ・ディ・キャンプがいる。ディ・キャンプのデビュー作は1937年9月号の "The Isolinguals" である。

### キャンベルの時代
キャンベルは1937年10月にストリート&スミスに雇われたが、アスタウンディングの編集を完全に掌握するのは1938年5月号からである。しかし、それ以前にもいくつか新しいことを導入している。1938年1月号では "In Times To Come" と題して次号掲載作品の簡単な紹介を始め、3月号では "The Analytical Laboratory" と題して読者アンケート結果を集計して各作品の評価順位を発表しはじめた。当時の原稿料は1語1セントだったが、キャンベルはストリート&スミスにかけあい、アンケートで1位になった作家にはボーナスとして1語0.25セントを追加で支払うという特典を獲得した。
キャンベルは大人の読者をひきつけるため表紙イラストも変えようとした。ストリート&スミス版アスタウンディングのほとんどの表紙は Howard V. Brown が描いていたので、キャンベルは水星から見た太陽の天文学的に正確な絵を注文し、1938年2月号の表紙に使った。他にも Charles Schneeman（1938年5月号）、Hubert Rogers（1939年2月号）といったイラストレーターを新たに使い、特に Rogers は1939年9月号から1942年8月号まで、4号を除いて全ての表紙を描いている。
トレメインはいくつかのノンフィクションの記事も掲載しており、その中でキャンベルは1936年6月号から1937年12月号まで18回連載の太陽系に関するエッセイを書いていた。キャンベルも小説のアイデアを提供する目的でノンフィクションの記事を連載した。ノンフィクション記事を書いていたのは、ロバート・S・リチャードスン、L・スプレイグ・ディ・キャンプ、ウィリー・レイといった作家である。

#### 黄金時代
キャンベルが編集者としてジャンル全体に大きな影響を及ぼしたことから、1938年から1946年までの期間を一般にSFの「黄金時代」と呼ぶ。編集長となってから2年も経たないうちに後にSF界の大物となるような数々の作家の作品を掲載するようになった。例えば既存のL・ロン・ハバード、クリフォード・D・シマック、ジャック・ウィリアムスン、L・スプレイグ・ディ・キャンプ、ヘンリー・カットナー、C・L・ムーアといった作家はアスタウンディングか姉妹誌のアンノウンの常連となった。また、アスタウンディングでデビューした新人作家としては、レスター・デル・レイ、シオドア・スタージョン、アイザック・アシモフ、A・E・ヴァン・ヴォークト、ロバート・A・ハインラインがいる。
キャンベルは作家にアクションと興奮をもたらすことを要求したが、同時にSFというジャンルの早くからの目の肥えた読者にもアピールするストーリーを要求した。彼はまた、未来の雑誌にSFでない物語として掲載されているような作品を要求した。未来の雑誌であるから、その読者は普段の生活について細かな説明をされる必要がない。すなわちキャンベルはストーリーの中にテクノロジーを自然に導入する方法を探すよう作家に要求したのである。
1938年4月号には、デル・レイのデビュー作 "The Faithful" とディ・キャンプの2作目 "Hyperpilosity" が掲載されている。その次の号から連載を開始したジャック・ウィリアムスンの『航時軍団』について、作家で編集者のリン・カーターは「おそらく単独の冒険ものとしてはSF史上最高」と評している。6月号には、ディ・キャンプはノンフィクションの記事 "Language for Time Travelers" とハバードの初SF作品 "The Dangerous Dimension" が掲載されている。ハバードはそれ以前にパルプ・マガジンに大衆小説を書いていた。同号にはシマックの "Rule 18" も掲載されている。シマックは1931年にSF作家となったが、1年後にSFから手を引いていた。それを再びSF界に呼び戻したのはキャンベルである。次の号にはキャンベルの代表作「影が行く」とカットナーの "The Disinherited" を掲載。カットナーはその数年前から他誌で活動していたが、アスタウンディングではこれが最初の作品である。10月号ではディ・キャンプが Johnny Black という知性のある熊を主人公にしたシリーズの掲載を開始し、人気となった。
その後SFの市場は劇的に拡大し、いくつかの新雑誌が創刊した。例えば、1939年1月創刊のスタートリング・ストーリーズ、同年3月創刊のアンノウン（アスタウンディングのファンタジー系姉妹誌で、キャンベルが編集長を兼任）、同年5月創刊のファンタスティック・アドベンチャーズ、同年12月創刊のプラネット・ストーリーズなどがある。ワンダー・ストーリーズとアメージング・ストーリーズを中心とする競合他誌は、スペースオペラなどSFの黎明期からある使い古されたストーリーが中心だった。キャンベルはSFをもっと円熟した文学にしようとしたため、SF作家は自然に2つのグループに分かれるようになった。キャンベルの要求するような作品を書けない作家たちは他誌に寄稿し続け、キャンベルの方向性に適応した作家たちは主にアスタウンディング誌を中心に活動するようになった。市場が拡大したことはキャンベルにとっても有益だった。作家たちはボツになることを覚悟でキャンベルに原稿を送り、だめだったら他誌に寄稿することができた。
1939年にはキャンベルに原稿を送ってみた新人作家が何人かデビューしている。7月号の巻頭を飾ったのはヴァン・ヴォークトの「黒い破壊者」である。同号にはアシモフの「時の流れ」も掲載されており、これはキャンベルに売れた最初の作品だが、商業誌掲載作品としては2つ目である。アシモフは間もなくアスタウンディングの常連作家となった。翌8月号にはハインラインの「生命線」、9月号にはスタージョンの "Ether Breather" が掲載され、どちらもデビュー作である。後の大御所となる4人の作家がたった3カ月間に現れたことから、1939年7月号をSF黄金時代の始まりとする見方もある。スペースオペラの人気作家だったE・E・スミスは10月号から『グレー・レンズマン』の連載を開始した。これは約2年前にアスタウンディング誌に連載された『銀河パトロール隊』の続編である。
ハインラインもすぐにアスタウンディングの常連作家となり、次の2年間で『もしこのまま続けば』、Sixth Column、『メトセラの子ら』という長編3作品と十数の短編が掲載された。1940年9月号からヴァン・ヴォークト初の長編『スラン』が連載された。これは、スーパーマンの話をスーパーマンの視点で描くことはできないだろうとキャンベルがヴァン・ヴォークトに問いかけたことが発端となって生まれた作品である。『スラン』はキャンベルが手がけた中でも最も人気となった作品の1つで、キャンベルが作家にアイデアを与え、自分が欲する作品を書かせる手法の典型例である。1941年7月号に掲載されたヴァン・ヴォークトの "The Seesaw" は《武器店》シリーズの最初の1篇であり、評論家ジョン・クルートはヴァン・ヴォークトの最も注目すべき作品だとしている。アイザック・アシモフのロボットものは1941年から形になっており、「われ思う、ゆえに…」と 「うそつき」がそれぞれ4月号と5月号に掲載された。これらの作品の着想の一部も『スラン』のようにキャンベルとの会話から生まれた。1941年9月号に掲載されたアシモフの「夜来たる」はアメリカで最も有名なSF短編と言われている。同年11月号からはスミスのレンズマンシリーズの3作目となる『第二段階レンズマン』の連載が始まっている。
翌1942年には、5月号に「百科辞典編纂者」、6月号に「市長」が掲載され、アシモフのファウンデーションシリーズが始まった。ヘンリー・カットナーとC・L・ムーアはルイス・パジェット名義でアスタウンディング誌によく寄稿するようになった。さらに新人作家として、ハル・クレメント、レイモンド・F・ジョーンズ、ジョージ・O・スミスらも常連となっていった。1942年9月号に掲載されたデル・レイの「神経線維」は原子力発電所での事故の余波を扱った作品で、"Analytical Laboratory" での読者投票で満票で1位となった数少ない作品の1つである。
1942年以降、ハインライン、アシモフ、ハバードといった常連作家が軍に参加したため、作品の掲載頻度が低くなった。残った中で中心となったのはヴァン・ヴォークト、シマック、カットナー、ムーア、ライバーといった作家で、彼らはハインラインやアシモフほど科学技術指向が強くなかった。そのため1945年に連載されたヴァン・ヴォークトの『非Aの世界』のように、心理学的指向の強い作品が増えていった。カットナーとムーアは、酔っ払っているときだけ発明するという発明家ギャロウェイ・ギャラハーを主人公とするユーモラスなシリーズを寄稿したが、同時にシリアスな小説も寄稿している。キャンベルは彼らにアンノウン誌でのファンタジーと同じような自由さでSFを書くよう依頼し、その結果書かれたのが1943年2月号に掲載された「ボロゴーヴはミムジィ」であり、今では古典的名作の1つとされている。1943年に連載されたライバーの『闇よ、つどえ!』は、科学技術が秘密にされ、一般大衆がそれらを魔法と認識している世界を描いた作品である。カットナーやムーアと同様、ライバーもアンノウン誌にも寄稿していた。

#### 戦後
1940年代後半、サム・マーウィン・ジュニアが編集するスリリング・ワンダーとスタートリング・ストーリーズは戦争中よりも円熟味を増した作品を掲載しはじめた。アスタウンディングはそれでも業界をリードしていたものの、作家たちから見れば唯一の寄稿先ではなくなっていった。しかし、新人作家のデビューの場としてはアスタウンディングが他誌を圧倒していた。アーサー・C・クラークのデビュー作「抜け穴」は1946年4月号のアスタウンディング誌に掲載された。同じイギリス人作家 Christopher Youd は1949年2月号の "Christmas Tree" でデビューした。Youd はペンネームのジョン・クリストファーでよく知られている。ウィリアム・テンのデビュー作は1946年5月号に掲載された「囮のアレグザンダー」、H・ビーム・パイパーのデビュー作は1947年4月号に掲載された "Time and Time Again" である。こういった新人作家に加え、戦争中に活躍した作家たちも相変わらず素晴らしい作品を寄稿している。例えば、C・L・ムーアの「ヴィンテージ・シーズン」（ローレンス・オドネル名義）、ジャック・ウィリアムスンの「組み合わされた手」、ヴァン・ヴォークトの『非Aの傀儡』、E・E・スミスのレンズマンシリーズの1篇『レンズの子供たち』がある。
キャンベルは1949年11月号でいたずら好きなユーモアのセンスを見せている。彼は読者の文学批評をよく掲載していたが、1948年11月号で Richard A. Hoen という読者からの「1年後の未来」の号の作品批評という手紙を掲載した。キャンベルはこのジョークに乗り、その手紙に書かれていた作家に書かれていた通りの題名の作品を依頼し、1年後にそれを実際に出版した。この号で最もよく知られている作品としては、ロバート・A・ハインラインの「深淵」がある。他の作品も当時の最高の作家陣が書いており、アイザック・アシモフ、シオドア・スタージョン、レスター・デル・レイ、A・E・ヴァン・ヴォークト、L・スプレイグ・ディ・キャンプ、天文学者のロバート・S・リチャードスンといった作家が名を連ねている。

#### 1950年代
1950年ごろになると、キャンベルの強い個性から主力作家と諍いを起こすようになり、一部の作家はアスタウンディングを去っていった。1949年にはファンタジイ・アンド・サイエンス・フィクション、1950年にはギャラクシー・サイエンス・フィクションが創刊となり、アスタウンディングによるSF界の支配は終りを告げた。これ以降、一般にはギャラクシー誌が業界をリードしていったと見られている。さらにキャンベルが疑似科学に傾倒していったことも業界におけるキャンベルの評価を下げる原因となった。キャンベルはダイアネティックスの立ち上げにも深く関わっており、1950年5月号にはハバードのダイアネティクスに関する論文を掲載し、何カ月も前からそれを度々宣伝（予告）していた。ダイアネティクスは1952年のサイエントロジーに発展していった。そしてキャンベルはその後十年間にわたってサイオニクスや反重力装置を擁護する立場をとった。
また、ペーパーバックで書き下ろし作品として発表される小説が増えていき、アスタウンディングが最良のSF作品を見出せる唯一の媒体ではなくなっていった。
歴史的に重要な小説や記事は1950年代でもアスタウンディングに多く掲載されている。しばしばベストSF短編と言われるトム・ゴドウィンの「冷たい方程式」は1954年8月号に掲載された。この小説はかつてないほどの反響を巻き起こした。

## 書誌的詳細

### Analogの誕生
編集長を務めている間、キャンベルは「アスタウンディング」（驚くべき、仰天、などの意）という誌名が内容と比較して「キワモノ的」あるいは「子供っぽい」と感じていた。そこで1946年から表紙の Astounding という文字を小さくして、"SCIENCE FICTION"という文字を大きくしたが、それでも満足できず、1960年には雑誌名をアナログ (Analog) に変更したのである。1960年2月号から9月号までかけて、"A" がまず描かれ、stoundingが徐々にフェードアウトしていき、代わりに nalog が浮き出てくるように変化させていった。書誌学者は誌名を ASF と略記することが多いが、これはどちらにも当てはまるようになっている。"and" という単語は時々擬似数学記号ともいうべきものに置き換えられた（水平右向きの矢印が逆U字型のものを貫いている形）。この記号はキャンベルが作ったもので「～に相似である （analogous to）」という意味だという。

### イギリスでのリプリント版 (1939-1963)
1939年8月から1963年8月まで、イギリスではアメリカとはかなり異なった版の ASF が販売されていた。このイギリス向けリプリント版 (BRE, British Reprint Edition) は、ストリート&スミスからライセンス供与を受けて Atlas Publishing and Distributing Company が出版した。イギリス版はアメリカ版の部分集合であり、新たに追加した部分はないが、アメリカ版の一部内容は削除されていることが多い。特に1953年10月号までのイギリス版はアメリカ版より明らかに薄かった。
イギリス版はアメリカ版の3から4カ月前の号の内容を使っている。しかし、これは体系的に行われたわけではなく、イギリス版とアメリカ版の相互参照は非常に複雑である。さらに表紙イラストは著作権問題があるため、イギリス版ではアメリカ版を参考にして書き直している。一見すると同じに見えるが、よく見ると細部が違う。
アメリカ版と同様、イギリス版でもアスタウンディングからアナログへの誌名変更は徐々に行われた。しかし、掲載内容にタイムラグがあるため、移行が完了したのはアメリカ版の数カ月後である。Astounding がロゴから完全に消えたのは1961年2月号のことである。1963年8月号を最後にイギリス版は廃刊となり、その後はコンデナスト・パブリケーションズの発行したアメリカ版がそのまま輸入された。

### 歴代編集長
- ハリー・ベイツ, 1930年1月 - 1933年3月
- F・オーリン・トレメイン, 1933年10月 - 1937年10月
- ジョン・W・キャンベル, 1937年10月 - 1971年12月（同年死去）
- ベン・ボーヴァ, 1972年1月 - 1978年11月
- スタンレー・シュミット, 1978年12月 - 2013年3月
- トレヴァー・クァクリ, 2013年4月 -

### アスタウンディング/アナログ誌に寄稿していた主な作家
- ケヴィン・J・アンダースン
- ポール・アンダースン
- キャサリン・アサロ
- アイザック・アシモフ
- グレッグ・ベア
- グレゴリー・ベンフォード
- アルフレッド・ベスター
- ベン・ボーヴァ
- レイ・ブラッドベリ
- デイヴィッド・ブリン
- L・M・ビジョルド
- オースン・スコット・カード
- アーサー・C・クラーク
- ハル・クレメント
- L・スプレイグ・ディ・キャンプ
- L・ロン・ハバード
- レスター・デル・レイ
- フィリップ・K・ディック
- ハーラン・エリスン
- ジェイムズ・E・ガン
- ジョー・ホールドマン
- ハリイ・ハリスン
- ロバート・A・ハインライン
- フランク・ハーバート
- デーモン・ナイト
- フリッツ・ライバー
- マレイ・ラインスター
- ポール・レヴィンソン
- アン・マキャフリイ
- エリザベス・ムーン
- ラリー・ニーヴン
- H・ビーム・パイパー
- フレデリック・ポール
- ジェリー・パーネル
- ロバート・J・ソウヤー
- ロバート・シルヴァーバーグ
- クリフォード・D・シマック
- アレン・スティール
- ジャック・ヴァンス
- A・E・ヴァン・ヴォークト
- ヴァーナー・ヴィンジ
- ジャック・ウィリアムスン

### パブリックドメインとなった初期の中身
- First year (1930) of Astounding at the Internet Archive.
- Second year (1931) of Astounding at the Internet Archive.
- Third year (1932) of Astounding at the Internet Archive.
- First two issues of 1933 of Astounding at the Internet Archive.
- Astounding Stories Bookshelf at Project Gutenberg